# 骑士岛
| 骑士岛          | |
|                 | |
| 弗兰格尔宫      | 顶部： 从Södermalm看骑士岛 上： 从斯德哥尔摩市政厅看到的全景 左：弗兰格尔宫和斯滕博克宫 下： 黑林施泰因宫 底部：比尔格·雅尔广场和骑士岛教堂 |
| 斯滕博克宫      | 顶部： 从Södermalm看骑士岛 上： 从斯德哥尔摩市政厅看到的全景 左：弗兰格尔宫和斯滕博克宫 下： 黑林施泰因宫 底部：比尔格·雅尔广场和骑士岛教堂 |
| 黑林施泰因宫    | |
| 比尔格·雅尔广场 | 骑士岛教堂 |

骑士岛（瑞典语：Riddarholmen,英语：Riddarholmen）是瑞典斯德哥尔摩市中心的一个小岛。该岛是斯德哥尔摩老城的一部分, 拥有许多17世纪以来的私人宫殿。主要地标是皇家葬礼教堂骑士岛教堂，自从16世纪以来的许多位瑞典君主都埋葬于此。
在该岛的西端，可以看到骑士湾（Riddarfjärden）如画般的奇妙全景, 经常被电视记者使用（背景是斯德哥尔摩市政厅）。比尔格·雅尔（传说中斯德哥尔摩的建立者）的雕像，站立在该岛北部邦德宫前。
其他著名的建筑包括东南角的老议会大厦，东岸的旧国家档案馆，以及所谓Norstedt 大厦，Norstedts出版社的旧印刷厂，其塔状屋顶构成该市天际线的轮廓。 

## 宫殿
骑士岛教堂可以追溯到中世纪，而该岛大部分现存建筑都兴建于17世纪，当时，该岛是一个贵族区，因此而得名。有三个宫殿聚集在中央的比尔格·雅尔广场，中间是19世纪的比尔格·雅尔塔雕像：弗兰格尔宫位于西侧，最令人印象深刻，设有中世纪防御塔；东侧有斯滕博克宫和黑林施泰因宫。广场北侧是Schering Rosenhane宫，其两翼建于19世纪，而土气的乡村的主体建筑建于17世纪。
弗兰格尔宫、黑林施泰因宫和Schering Rosenhane宫今天都归瑞典上诉法院使用，而瑞典最高法院和政府法院分别设在邦德宫和斯滕博克宫。一些古老的瑞典政府机构，例如瑞典商会学院和大法官，也设在该岛。
中央桥（Centralbron）的机动车道将该岛与城市其余部分隔开，使得该岛环境沉闷、了无生气，尽管在20世纪90年代进行了雄心勃勃的修复。